# 刀手 (2000年電影)
《刀手》，2000年香港電影，伍健雄监制，鍾少雄導演。

## 故事簡介
陳東、阿保、阿勇、螳螂為一個刀手團隊，只要任何社團看上他們，他們就一定會收錢，然后殺掉目標。阿保性格冷靜，為眾人的老大，陳東則為了兄弟投資看了一個酒吧，一次，中閒人公子找到眾人，並要求他們殺一個叫喪彪的人，他們接受了任務。四人為自己做好了不在場証据后去殺死喪彪，他們殺了他之后並去陳東的酒吧了。
在酒吧裏，黑幫老大蛇皮哥為自己慶祝生日，帶了200多個小弟去慶祝，其中包括夏飛，阿保為了不閙事，就算被囂張的夏飛挑剔，也只好忍聲吞氣，但夏飛的手下卻在夜店裏閙事，而夏飛和阿保，因為這事，從此結怨...

## 演員
| 演員   | 角色     | 簡介 |
| 陳小春 | 阿東     | 姓陳 刀手之一 社團所聘用的殺手之一 阿保、阿勇、螳螂之兄弟 夏飛、蛇皮哥之天敵 酒吧老板 Ivy之男友 最後在殺死夏飛時被其槍傷，卻死撐直至到餐厛裏和Ivy見面，但還是逃不過死亡... |
| 雷宇揚 | 阿保     | 刀手之一 社團所聘用的殺手之一 阿東、阿勇、螳螂之兄弟 夏飛、蛇皮哥之天敵 Jojo之男友 眾刀手四人組裏的老大 性格冷靜，很為兄弟著想 最後在殺死夏飛時被其槍傷，在車上以不停說話死撐，但還是吐血身亡                                                                                 |
| 鄭浩南 | 螳螂     | 刀手之一 社團所聘用的殺手之一 阿東、阿勇、阿保之兄弟 夏飛、蛇皮哥之天敵 Pauline之男友 最後在殺死蛇皮哥時被警方包圍，卻不管他們也要拼命殺死蛇皮哥，但還是死在警方槍下 |
| 王合喜 | 阿勇     | 刀手之一 社團所聘用的殺手之一 阿東、螳螂、阿保之兄弟 夏飛、蛇皮哥之天敵 後在殺死喪彪時被其開槍打中頭部而死 |
| 黃子揚 | 夏飛     | 本片終極大反派 社團小混混 蛇皮哥之手下 阿東、螳螂、阿保之天敵 Pauline之男友，但因其和螳螂有一腿而命令兄弟強暴其 被為螳螂報仇的阿保吩咐的細輝要求夏飛嘗嘗被強暴的感覺，所以被細輝用假槍插進屁股裏多下 最後在車上被阿保及阿東開門用刀插死，但在死前卻槍傷了兩人，更直接殺死兩人 |
| 蒙嘉慧 | Ivy      | 阿東之女友 最後目睹阿東死在餐厛裏面 |
| 姚嘉妮 | Pauline  | 螳螂之女友 夏飛之女友，但因自己和螳螂有一腿而被其派的手下強暴 後因擺脫不了被強暴的陰影而跳樓自殺 |
| 曾江   | 公子     | 社團人士 聘用阿東、螳螂、阿保、阿勇來做殺手來殺死叛徒 後在王Sir的逼問下說出阿保的殺人計划 |
| 羅莽   | 蛇皮哥   | 社團老大 夏飛之老大 阿東、螳螂、阿保之天敵 後被螳螂殺死 |
| 盧雄   | 王Sir    | 警官 蒙面刀手案負責的警官 後逼問公子，令他說出阿保的殺人計划 |
| 何家俊 | 細輝     | 社團人士 阿東、螳螂、阿保、阿勇的助手 在阿保的指使下用假槍插進夏飛屁股裏多下 後被警方槍殺身亡 |
| 陳樹幟 | 目標者   | 被誤會成喪彪，被刀手四人組殺死 |
| 曾燕   | Jojo     | 阿保之女友，與其發生関係 |
| 羅禮賢 | 大輝     | |
| 何俊軒 | 夏飛手下 | |